# دوغلاس إي. مور
دوغلاس إي. مور (بالإنجليزية: Douglas E. Moore)‏ هو كاهن أمريكي، ولد في 1928 في هيكري في الولايات المتحدة.